# Daihachi Okamura
Daihachi Okamura (japanisch 岡村 大八 Okamura Daihachi; * 15. Februar 1997 in der Präfektur Tokio) ist ein japanischer Fußballspieler.

## Karriere
Okamura erlernte das Fußballspielen in den Jugendmannschaften des Buddy FC Setagaya, Kinder Yoshimitsu FC und des FC Hortencia, in der Schulmannschaft der Maebashi Ikuei High School sowie in der Universitätsmannschaft der Risshō-Universität. Seinen ersten Vertrag unterschrieb er 2019 bei Thespakusatsu Gunma. Der Verein aus Kusatsu spielte in der dritthöchsten Liga des Landes, der J3 League. Von August 2019 bis Januar 2021 wurde er an Tegevajaro Miyazaki ausgeliehen. Der Verein aus Miyazaki spielte in der vierten Liga, der Japan Football League. Für Miyazaki absolvierte er neun Ligaspiele. 2020 kehrte er zum Zweitligisten Thespakusatsu Gunma zurück. Nach insgesamt 45 Spielen für Gunma wechselte er im Januar 2021 zum Erstligisten Hokkaido Consadole Sapporo. Am Ende der Saison 2024 belegte er mit Hokkaido den 19. Tabellenplatz und musste somit in die zweite Liga absteigen. Nach dem Abstieg verließ er den Verein und schloss sich im Januar 2025 dem Erstligisten FC Machida Zelvia an.